# Grote roodmus
De grote roodmus (Carpodacus rubicilla) is een zangvogel uit de familie van de vinken. Deze grote soort bewoont kale hooggebergtestreken in de Kaukasus.

## Beschrijving
De grote roodmus heeft een lichaamslengte van 19 tot 20,5 cm. De hoornkleurige snavel is fors, met een fijne punt. Het is een stevig gebouwde vogel die lijkt op een haakbek of een lijster met relatief lange vleugels en staart. De vlucht is krachtig met langgerekte diepe vleugelslagen.Het mannetje is van onder frambozenrood met lichte stippels. Het vrouwtje is geheel grijsbruin, van boven iets donkerder dan van onder. De kop oogt weer wat meer bruin.
De spanwijdte bedraagt bij mannetjes 113,5 – 121,5 mm, bij wijfjes 105 – 112,5 mm. De staartlengte ligt tussen 83 en 92 mm.

## Verspreiding en leefgebied
De grote roodmus is een uitgesproken bergbewoner die voorkomt in het midden en het oosten van de Kaukasus. De vogel broedt meestal boven de 3000 m boven de zeespiegel die afhankelijk van de sneeuwhoogten 's winters afdaalt tot lagere hoogten, binnen hetzelfde berggebied. Sewertzows roodmus, die tot diep in Azië voorkomt wordt vaak nog gerekend als ondersoort van de grote roodmus.
De soort telt vier ondersoorten:
- C. r. rubicilla: het centrale en oostelijke Kaukasusgebergte.
- C. r. diabolicus: noordoostelijk Afghanistan en Tadzjikistan.
- C. r. kobdensis: het zuidelijke deel van Centraal-Siberië, westelijk Mongolië en noordwestelijk China.
- C. r. severtzovi: van oostelijk Kazachstan tot het westelijke deel van Centraal-China, de Himalaya en noordelijk Pakistan.

## Status
Ook BirdLife International beschouwt Sewertzows roodmus en de grote roodmus als een en dezelfde soort met een zeer groot verspreidingsgebied.De grootte van de populatie in de Kaukasus wordt geschat op 5.100-10.000 individuen. De populaties van grote roodmus (ca. 5%) en Sewertzows roodmus (ca. 95%) samen is stabiel, om deze redenen staat deze roodmus als niet bedreigd op de Rode Lijst van de IUCN.